# Albarasca
Albarasca è una frazione del comune di Stazzano in val Borbera a 519 m d'altezza vicino allo spartiacque della valle.
Durante il medioevo divenne parte del Ducato di Milano e poi dal 1738 dei domini dei Savoia. Nel 1797 fu annesso alla Repubblica Ligure, e dopo la caduta di Napoleone ed il Congresso di Vienna seguì le sorti della provincia di Novi, che faceva parte della Divisione di Genova nel Regno di Sardegna. Entrò a far parte del Piemonte nel 1859 con il Decreto Rattazzi. Fino al 1929 faceva parte del comune di Sorli, il quale è ora frazione di Borghetto di Borbera.

## Eventi

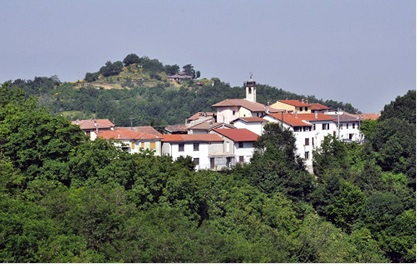
Panorama di Albarasca

Carnevale
Castagnata
Festa della Bruschetta